# Thorens-Glières
Thorens-Glières är en kommun i departementet Haute-Savoie i regionen Auvergne-Rhône-Alpes i sydöstra Frankrike. Kommunen ligger i kantonen Thorens-Glières som tillhör arrondissementet Annecy. År 2018 hade Thorens-Glières 3 223 invånare.

## Befolkningsutveckling
Antalet invånare i kommunen Thorens-Glières
| Referens: INSEE |